# Sverdlóvske
Sverdlóvske (en (ucraïnès): Свердловське, en rus: Свердловское) és un poble de la República Autònoma de Crimea, a Ucraïna, que el 2014 tenia 203 habitants. Pertany al districte rural de Pervomàiske.